# Jane Swift
Jane Maria Swift (North Adams, Massachusetts, 24 de febrero de 1965) es una empresaria y política estadounidense que fungió como Teniente Gobernador de Massachusetts de 1999 a 2003 y Gobernadora interina de 2001 a 2003.
Es la única mujer que desempeñó las funciones de gobernador de Massachusetts, desde abril de 2001 hasta enero de 2003. En el momento en que se convirtió en gobernador interino, Swift tenía 36 años, lo que la convertía en la gobernadora más joven en la historia de los Estados Unidos. Desde que dejó la oficina elegida, trabajó en el sector privado como consultora y ejecutiva en tecnología educativa, así como sirvió en juntas corporativas y sin fines de lucro, enseñó y dio conferencias sobre temas relacionados con mujeres y liderazgo, y apoyó las filantropías que abordar cuestiones de importancia para las mujeres y las niñas. Desde 2011, ha sido directora ejecutiva de Middlebury Interactive Languages. En 2013, ella y su familia se mudaron a Shelburne, Vermont.